# 36 Vues du pic Saint-Loup
Pour plus de détails, voir Fiche technique et Distribution.
36 Vues du pic Saint-Loup est un film franco-italien réalisé par Jacques Rivette en 2008 et sorti sur les écrans le 9 septembre 2009.

## Synopsis
Kate est en panne de voiture sur le bord d'une route du Sud de la France. Vittorio, un Italien aisé, la croise et, après une hésitation, l'aide à réparer sa voiture. Il apprend qu'elle tient la caisse d'un petit cirque itinérant et se voit invité à la représentation du soir même. Fasciné par Kate et la vie du cirque, il décide de suivre la troupe quelques jours. Il découvre que Kate, une ancienne enfant de la balle, cache une profonde blessure liée à la mort quinze ans plus tôt de son amoureux, Antoine, tué accidentellement dans un numéro par son père, patron du cirque. Bannie du cirque et de la vie de son père, elle était partie faire sa vie à Paris comme créatrice de tissus, jusqu'à la mort récente de ce dernier. Vittorio, ému par cette femme, décide de provoquer un choc émotionnel qui permettra à Kate de retrouver une vie affective et d'être en paix avec la mémoire de son père et la vie du cirque qu'elle a dû abandonner.

## Fiche technique
- Titre : 36 Vues du pic Saint-Loup
- Réalisation : Jacques Rivette
- Scénario : Jacques Rivette, Pascal Bonitzer, Christine Laurent, Sergio Castellitto
- Directrice de la photographie : Irina Lubtchansky
- Monteuse : Nicole Lubtchansky
- Décors : Sébastien Giraud
- Costumes : Laurence Struz
- Société de production : Pierre Grise Productions
- Genre : comédie dramatique
- Durée : 84 minutes
- Année de production : 2008
- Date de sortie : France : 9 septembre 2009
- Pays de production : France, Italie

## Distribution
- Jane Birkin : Kate
- Sergio Castellitto : Vittorio
- André Marcon : Alexandre
- Jacques Bonnaffé : Marlo
- Julie-Marie Parmentier : Clémence
- Hélène de Vallombreuse : Margot
- Tintin Orsoni : Wilfrid
- Vimala Pons : Barbara
- Mikaël Gaspar : Tom
- Stéphane Laisné : Stéphane

## Autour du film
Le titre est un clin d'œil à Trente-six vues du mont Fuji